# Црква Светог Николе Летњег (Доње Неродимље)
Црква Светог Николе Летњег се налазила у насељеном месту Доње Неродимље, на територији општине Урошевац, на Косову и Метохији. Припадала је Епархији рашко-призренској Српске православне цркве, порушена је током 1999. године.

## Изглед цркве
Црква у Доњем Неродимљу је била посвећена Светом Николи Летњем, подигнута је на старим темељима ранијег православног храма 1983. године. Саграђена је као једнобродна грађевина са олтарском апсидом и омањим кубетом. На западној страни је столетни храст испод кога су се верници окупљали и раније, док је црква била у рушевинама.

## Разарање цркве 1999. године
Након доласка америчких снага КФОР-а 1999. црква је оштећена, спаљена и минирана од стране албанаца. Горостасно стабло црног бора које је посађено у време цара Душана, посечено је и спаљено. Гробље је оскрнављено а надгорбни споменици срушени.